# ویشکوف
ویشکوف (لهستانی: Wyszków؛ ‏[ˈvɨʂkuf]) شهرکی در شرق لهستان است که مطابق آمار سال ۲۰۱۸ در حدود ۲۶٬۵۰۰ نفر جمعیت دارد. این شهر کوچک، مرکز شهرستان وشکوف در استان ماسوویان است. نام این شهر نخستین بار در سال ۱۲۰۳ میلادی در اسناد ثبت شده‌است و در سال ۱۵۰۲ میلادی امتیاز شهر گرفت.
این شهر در سال ۱۷۹۵ در جریان سومین تجزیه لهستان در قلمروی پادشاهی پروس قرار گرفت. در جریان جنگ جهانی دوم، نیروهای آلمان نازی بیش از ۷٬۰۰۰ سکنه (از جمله ۵٬۰۰۰ یهودی) این شهر را کشتند و یک اردوگاه کار اجباری برای اسرای جنگی شوروی بر پا کردند. با این حال جنبش مقاومت لهستان در جنگ جهانی دوم در این ناحیه فعال بود.
در سال ۲۰۱۸ تندیسی از ریاضی‌دان و رمزنگار لهستانی یژی روژیتسکی در این شهر رونمایی شد.